# Lomographa lucens
Lomographa lucens là một loài bướm đêm trong họ Geometridae.